# Sveriges universitets- och högskoleförbund
Sveriges Universitets- och Högskoleförbund, SUHF, är en medlemsorganisation för universitet och högskolor som har rätt att utfärda examen enligt högskolelagstiftningen. Organisationen verkar för ökat självstyre och mindre detaljstyrning av högskolorna, ökade resurser till högskolesektorn, genomförandet av Bolognaprocessen, erfarenhetsutbyte, mm. 
Generalsekreterare är från 2017 Marita Hilliges.  Företrädare var Anders Söderholm.

## Medlemmar
Följande universitet och högskolor är medlemmar av SUHF:
- Blekinge tekniska högskola
- Chalmers tekniska högskola
- Enskilda Högskolan Stockholm
- Försvarshögskolan
- Gymnastik- och idrottshögskolan
- Göteborgs universitet
- Handelshögskolan i Stockholm
- Högskolan Dalarna
- Högskolan i Borås
- Högskolan i Gävle
- Högskolan i Halmstad
- Högskolan i Jönköping
- Högskolan i Skövde
- Högskolan Väst
- Högskolan Kristianstad
- Karlstads universitet
- Karolinska institutet
- Konstfack
- Kungliga Konsthögskolan
- Kungliga Musikhögskolan i Stockholm
- Kungliga Tekniska högskolan
- Linköpings universitet
- Linnéuniversitetet
- Luleå tekniska universitet
- Lunds universitet
- Malmö universitet
- Marie Cederschiöld högskola
- Mittuniversitetet
- Mälardalens universitet
- Röda Korsets högskola
- Sophiahemmet Högskola
- Stockholms konstnärliga högskola
- Stockholms universitet
- Sveriges lantbruksuniversitet
- Södertörns högskola
- Umeå universitet
- Uppsala universitet
- Örebro universitet